# Tekenreeks
In de informatica is een tekenreeks, beter bekend onder de uit het Engels overgenomen term string, een reeks tekens of karakters. Een tekenreeks is een gegevenstype, ook wel datatype genoemd, dat geen tekens (de lege tekenreeks of lege string) ofwel een samenstel van een of meer tekens kan bevatten. Een tekenreeks kan in een computerprogramma vastliggen (een vaste naam als constante) of een variabele zijn (bijvoorbeeld een in te lezen persoonsnaam in een webformulier).

## Tekenreeksen als datatype
In veel programmeertalen wordt een string geschreven tussen enkele of dubbele aanhalingstekens.
De meeste programmeertalen bieden mogelijkheden om bewerkingen op strings uit te voeren, bijvoorbeeld het aaneenrijgen (concatenatie) van twee (of meer) strings of het vinden van woord in een string. Een deel van een string heet een substring. 

## Representatie in het geheugen
De representatie van strings in het geheugen kan verschillen.
Ten eerste kan de manier waarop tekens in het geheugen worden opgeslagen, de tekencodering, verschillen. Bekende tekencoderingen zijn ASCII en UTF-8.
Ten tweede moet, als de lengte van een tekenreeks niet vastligt, de lengte worden aangegeven. Dit kan door een teken aan te wijzen dat het einde van een tekenreeks markeert, bijvoorbeeld het teken met de waarde 0 (dit wordt een null-terminated string genoemd). Deze methode wordt onder andere in de programmeertaal C gebruikt, en is daarom wijdverbreid. Een andere mogelijkheid is de lengte van een tekenreeks direct op te slaan, wat onder andere in Pascal, Java en C++ (string-klasse) gebeurt.

## Voorbeelden
- In C wordt de string "aap" in het geheugen gerepresenteerd door 'a', 'a', 'p', 0.
- In Pascal wordt de string "aap" in het geheugen gerepresenteerd door 3, 'a', 'a', 'p'.

## Trivia
- Een beroemde string in de informatica is "Hello World!", die vaak als voorbeeld in oefenprogrammaatjes wordt gebruikt.